# Alexandr Ragulin
Alexandr Pavlovič Ragulin rusky Александр Павлович Рагулин, (5. května 1941 Moskva – 17. listopadu 2004 Moskva) byl ruský hokejový obránce. V šedesátých a na začátku sedmdesátých let byl stabilním pilířem sovětské hokejové reprezentace a stal se legendou.

## Kariéra

### Klubová kariéra
Na přelomu padesátých a šedesátých let hrával sovětskou ligu za Chimik Voskresensk. Později byl spojen s týmem CSKA Moskva, za který odehrál jedenáct sezón v letech 1962 až 1973. V tomto armádním klubu, který v té době vládl nejen sovětskému, ale i evropskému klubovému hokeji, vyhrál devětkrát sovětskou ligu a pětkrát v řadě Pohár mistrů evropských zemí.

### Reprezentace
V sovětské reprezentaci hrával pravidelně v letech 1961 až 1973. Za tuto dobu odehrál 239 utkání, vybojoval deset titulů mistra světa a třikrát zlaté olympijské medaile (v letech 1964, 1968 a 1972). V roce 1972 se také účastnil prvního měření sil sovětských hokejistů a hráčů NHL v utkáních Série století. Jeho úkolem bylo většinou bránit elitního kanadského střelce Phila Esposita.

## Úspěchy a ocenění

### Týmové
- mistr světa – 1963, 1964, 1965, 1966, 1967, 1968, 1969, 1970, 1971, 1973, stříbro z roku 1972 a bronz 1961
- olympijský vítěz – 1964, 1968 a 1972
- mistr SSSR – 1963–66, 1968, 1970–73
- vítěz Evropského poháru mistrů – 1969–1973

### Individuální
- nejlepší obránce mistrovství světa 1966
- člen All-star týmu mistrovství světa 1963, 1964, 1965, 1966, 1967
- člen Síně slávy ruského a sovětského hokeje
- člen Síně slávy IIHF Mezinárodní hokejové federace od roku 1997
- držitel vyznamenání Zasloužilý mistr sportu – 1963
- držitel několika státních vyznamenání Sovětského svazu a Ruska